# Emanuel Hoffmann-Müller
Emanuel Hoffmann-Müller (* 24. Juni 1643 in Basel; †  16. Juni 1702 ebenda) war ein Pionier der Seidenband-Industrie in Basel.

## Leben und Werk

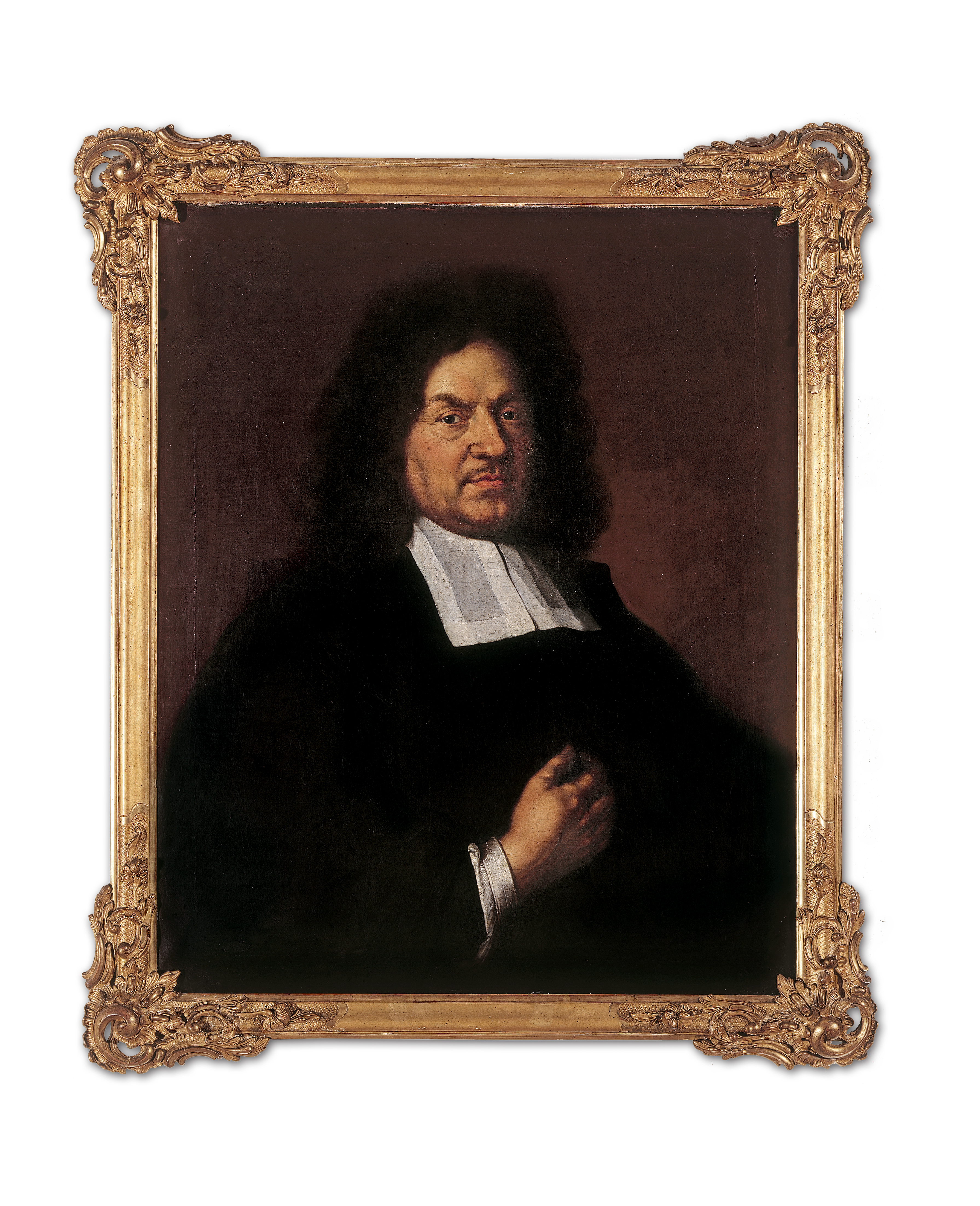
Emanuel Hoffmann-Müller, um 1700

Emanuel Hoffmann war Sohn des Rechtsprofessors Hans Jacob Hoffmann.
Er machte eine Lehre als Wollweber in Basel und bildete sich anschliessend in Holland weiter. Von dort schmuggelte er um 1667 einen Webstuhl nach Basel, mit dem man mehrere Seidenbänder gleichzeitig weben konnte. Als Wortführer der Seidenbandfabrikanten erreichte er im Kampf mit den zünftigen Webern nach 1670 die Zulassung dieser leistungsfähigeren Webstühle. Damit konnte sich die Basler Bandindustrie einen Marktvorteil gegenüber anderen Produktionszentren sichern, da die sogenannten Bändelmühlen im Deutschen Reich und anderswo verboten wurden. 
Das von Emanuel Hoffmann-Müller begründete Unternehmen bestand bis 1883.